# Cretabythus sibiricus
Cretabythus sibiricus  (лат.) — ископаемый вид мелких архаичных ос из семейства Bethylidae из отложений мелового периода (Таймырский янтарь). Единственный вид рода Cretabythus.

## Название
Cretabythus — от лат. creteus «меловой» и -bythus — часть названия типового рода Scolebythus. Sibircus — сибирский.

## Распространение
Россия, Сибирь, полуостров Таймыр (кусок янтаря № 3130-17).

## Описание
Описан по единственному крылатому самцу длиной около 2,5 мм. Длина переднего крыла 1,9 мм. Усики 13-члениковые. Описан американским энтомологом Говардом Эвансом (Howard E. Evans) из Музея Сравнительной Зоологии (Museum of Comparative Zoology) по материалам Палеонтологического института РАН.
В 2023 году вместе с родами † Holopsenelliscus Engel, 2019 и † Megalopsenella выделены в подсемейство † Cretabythinae Brazidec et al., 2023.